# Cevian Capital
Cevian Capital är ett svenskt privatägt investmentbolag som sätter upp så kallade aktivistfonder. Cevian har uppmärksammats för flera större placeringar i svenska företag. Idag har medel förvaltade av Cevian bland annat investerats i TeliaSonera. Tidigare var Cevian en del av den ägargruppering som medverkade till att Skandia såldes till Old Mutual och avnoterades från Stockholmsbörsen. 
Cevian leds av grundarna Christer Gardell och Lars Förberg. Under 2007-2009 har företaget uppmärksammats i samband med en utredning för insynshandel där en av Cevians medarbetare misstänks ha utnyttjat information om Cevians planerade transaktioner och gjort egna affärer.

## Företagsnamnet
Namnet Cevian betecknar inom geometrin en rät linje i en triangel från ett hörn till motstående sida (t.ex. en bisektris). När man bytte namn från Amaranth 2003 fanns tre krav:
1. Vara lätt att uttala på svenska och engelska 

2. Inte vara taget (registrerat hos europeiska PRV) 

3. Inte ha någon negativ klang eller associeras med något olämpligt i något stort språk 
Cevian uppfyllde alla krav.

## Samarbete med högskolor och universitet
Företaget är en av medlemmarna, benämnda Capital Partners, i Handelshögskolan i Stockholms partnerprogram för företag som bidrar finansiellt till högskolan och nära samarbetar med den vad gäller forskning och utbildning.